# Casa Fullà
La Casa Fullà es un edificio situado en el barrio de El Guinardó, en Barcelona, en concreto en la calle Génova esquina con Bruselas. Fue diseñada por los arquitectos Lluís Clotet y Óscar Tusquets y construida entre 1966 y 1970. Es uno de los edificios modernos más destacados de El Guinardó, siendo en el momento de su construcción una propuesta fuera de lo común, tanto en lo funcional (las viviendas se estructuran en uno, dos o tres niveles) como en lo relativo a la fachada, con su característica volumetría y elementos decorativos.